# Jaroslav Pánek
Jaroslav Pánek (ur. 23 stycznia 1947 w Pradze) – czeski historyk. Zajmuje się historią wczesnej nowożytności oraz rozwojem wczesnonowożytnego społeczeństwa, kultury i systemów politycznych. Tworzy przekłady z języków słoweńskiego i serbskiego.
Jest absolwentem Wydziału Filozoficznego Uniwersytetu Karola, gdzie w latach 1965–1970 studiował archiwistykę, historię i slawistykę.

## Publikacje
- Smolná kniha městečka Divišova z let 1617–1751. Praha : Ústav čs. a světových dějin ČSAV, 1977
- Stavovská opozice a její zápas s Habsburky 1547–1577. K politické krizi feudální třídy v předbělohorském českém státě. Praha : Academia, 1982
- Jan Amos Komenský – Comenius. La voie d’un penseur tchèque vers la réforme universelle d’affaires humaines. Prague : Institut de l’histoire de l’Académie tchécoslovaque des sciences, 1990
- Výprava české šlechty do Itálie v letech 1551–1552. Praha : Ústav československých a světových dějin ČSAV, 1987
- Poslední Rožmberkové. Velmoži české renesance. Praha : Panorama, 1989. 417 s. ISBN 80-7038-006-3
- Scholars of Bohemian, Czech and Czechoslovak history studies. Prague : Institute of History, 2005 (współautorstwo)
- Dějiny Českých zemí. Praze : Karolinum, 2008 (współautorstwo)
- Petr Vok z Rožmberka. Život renesančního kavalíra. Praha : Vyšehrad, 2010. 320 s. ISBN 978-80-7429-008-4
- Vilém z Rožmberka. Politik smíru. Praha : Brána : Knižní klub, 1998. 315 s. ISBN 80-85946-86-6
- Historici mezi domovem a světem. Studie – články – glosy – rozhovory. = Historians from home and abroad. Studies – articles – commentaries – interviews. Pardubice : Univerzita Pardubice, 2013
- Czechy a Polska. Na progu czasów nowożytnych. Toruń: Adam Marszałek, 2014
- Velmocenské ambice v dějinách. Praha: Učená společnost České republiky, 2015
- Češi a Jihoslované. Kapitoly z dějin vzájemných vztahů. Brno: Tribun EU, 2015
- Historici ve víru raného novověku. Pardubice: Univerzita Pardubice, 2022.